# Орлов (город)
Орло́в — город, административный центр одноимённого градообразующего Орловского городского поселения и муниципального образования — Орловского района Кировской области Российской Федерации. В 1923―1992 годах носил название Халтурин, в честь революционера Халтурина Степана Николаевича.

## География
Город расположен на высоком правобережье реки Вятки. Через город проходит автомагистраль Киров — Нижний Новгород: расстояние по трассе, до областного центра города Кирова — 77 км, до ближайшего соседнего районного центра, города областного подчинения и железнодорожной станции Котельнич — 48 км.
Город отличается правильной прямолинейной планировкой. Градообразующими являются две основные улицы, идущие параллельно друг другу вдоль реки Вятки: улица Ленина и Орловская.

## История
Согласно археологическим данным «Орловское городище» основано на рубеже XII—XIII веков при освоении «Вятской страны» переселенцами — выходцами из Нижнего Новгорода.
Впервые в письменном источнике под этим именем Орлов упоминается в летописи под 1459 годом в связи с походом войск Великого московского князя Василия II под руководством воевод Ивана Патрикеева и Дмитрия Ряполовского для захвата вятских земель и присоединения их к Московскому государству.
О появлении топонима Орлов существуют различные мнения. По одной версии название образовано от прозвищного имени Орёл древнего первопоселенца; по другой от географических терминов, в частности от рукава реки Вятки, кировский специалист по ономастике — топонимист Д. М. Захаров, выводит название из ландшафтных терминов: рель, орель, релка, орелка — «острый мыс, угол, выступ», и действительно город располагается на мысу, образованном рекой Вяткой и речкой Воробьихой.
В 1600 г. город упоминается как Орловец. По документам 1708 года «Вятский пригородок Орлов» приписан к Сибирской губернии, с 1719 года Орлов приписан к Вятской провинции, затем — с 1727 — к Вятской провинции Казанской губернии, с 1780 — уездный город Вятского наместничества, с 1796 — Вятской губернии.
В XVIII—XIX вв. через Орлов шла торговля с Архангельском зерном и кожами, здесь проводилось 3 ежегодные ярмарки; орловские купцы Сениловы являлись крупнейшими поставщиками кож на северо-западе России, конкурируя с торговым Домом вятских купцов Лаптевых.
В 1856 году в уездном городе Орлове Вятской губернии насчитывалось 6 действующих православных храмов, 549 домов, 88 торговых лавок; развивалось кустарное производство гармоний, самопрялок, каповых изделий, спичек и др.

### Основные даты
- 1459 — дата первого письменного упоминания.
- 1489 — присоединение города к Московскому государству.
- 1693 — основан Спасо-Орловский монастырь[7].
- 1778 — купцами Булычёвыми основан кожевенный завод по выделыванию красной юфти.
- 1780 — обретён статус города, с 1797 года — уездный город Вятской губернии.
- 1781, 28 мая — утверждён герб города Орлова.
- 1792 — открытие Городской Думы.
- 1811 — открытие первой больницы на 15 коек.
- 1824 — открытие одноклассного приходского училища для мальчиков с трёхлетним сроком обучения.
- 1831 — открытие двухклассного уездного училища.
- 1846 — открытие публичной библиотеки.
- 1860 — открытие церковно-приходского училища для мальчиков.
- 1864 — создание пожарной команды.
- 1866 — открытие приходского училища для девочек, преобразованного в 1870 в прогимназию; с 1898 — женская гимназия.
- 1871 — открытие аптеки и общественного банка.
- 1896 — открытие первого книжного магазина.
- 1898 — открытие ветеринарной лечебницы и Народного дома.
- 1905 — открытие шестиклассного реального училища.
- 1911 — открытие речного училища (в 1923 году — закрыто).
- 1913 — открытие детской больницы, телефонной станции, деревянного водопровода, электростанции мощностью в 75 киловатт.
- 1916 — открыт первый кинематограф (при городской пожарной команде).
- 1917, 25 июня — выход первого номера газеты «Орловская народная газета».
- 1917, 13—14 декабря — установление советской власти в Орлове.
- 1919, 10 марта — открытие народного музея (в 1952 году — закрыт).
- 1922, 22 июля — открытие сельскохозяйственного техникума (с 1 сентября 1992 года — сельскохозяйственный колледж).
- 1923, 10 сентября — Постановлением ВЦИК РСФСР г. Орлов переименован в г. Халтурин.
- 1925 — создание трудовой артели инвалидов «Сила», артели «Кожобувь», артели «Ударник».
- 1929 — создание трудовой артели «Швейпром».
- 1931 — создание трудовой артели имени «Международного юношеского дня» (МЮД)[9].
- 1931 — выход первого номера газеты «Халтуринская правда».
- 1931 — открытие педагогического техникума; с 1962 года — педагогическое училище по подготовке учителей начальных классов[10]
- 1936 — открытие промкомбината.
- 1938 — открытие районной и детской библиотек.
- 1941, октябрь по 1944, апрель — в Халтурине дислоцируется Высшее военно-политическое училище РККА, выпустившее за эти годы более 8 тыс. чел. офицеров-политработников.
- 1941—1945 — в Халтурине дислоцируются и функционируют два эвакуационных госпиталя ЭГ № 3160 (спецгоспиталь) и № 3426 (общий)[11].
- 1945 — открытие училища механизации сельского хозяйства (с июля 1986 года — СПТУ № 36).
- 1951 — открытие маслозавода; Халтурин подключён к Кировской энергосистеме.
- 1959 — открытие детской музыкальной школы.
- 1961 — две артели — имени «МЮД» и «Сила» объединились, после преобразования новое предприятие именуется «Халтуринская фабрика культтоваров».
- 1961 — открытие народного театра при Доме культуры; — в строй вступил хлебозавод.
- 1965 — открытие городского автобусного движения.
- 1965, 19 мая — городской средней школе № 1 присвоено имя героя Советского Союза Н. Ф. Зонова.
- 1966 — пущена в эксплуатацию первая газовая установка.
- 1967, 4 мая — открытие памятника участникам Великой Отечественной войны, уроженцам Халтурина.
- 1984 — открытие районного историко-мемориального музея; с 2004 года — краеведческий музей[12].
- 1992, 11 сентября — Указом Президиума Верховного Совета Российской Федерации городу возвращено первоначальное название — Орлов.

## Население
| \| 1678[13] \| 1782[13] \| 1856[14] \| 1882[13] \| 1897[14] \| 1905[13] \| 1913[14] \| 1931[14] \| 1939[14] \| 1959[14] \| 1970[14] \| \| -------- \| -------- \| -------- \| -------- \| -------- \| -------- \| -------- \| -------- \| -------- \| -------- \| -------- \| \| 107 \| ↗872 \| ↗3700 \| ↘2339 \| ↗3300 \| ↘2785 \| ↗3700 \| ↗4600 \| ↗7300 \| ↗9151 \| ↗10 556 \| \| 1979[14] \| 1989[14] \| 1992[14] \| 1993[13] \| 1996[14] \| 1998[14] \| 2000[14] \| 2001[14] \| 2002[15] \| 2003[14] \| 2005[14] \| \| ↗10 751 \| ↘10 296 \| ↗10 400 \| →10 400 \| ↗10 600 \| ↘10 500 \| ↘10 200 \| ↘10 100 \| ↘8596 \| ↗8600 \| ↘8400 \| \| 2006[14] \| 2007[14] \| 2008[16] \| 2009[17] \| 2010[18] \| 2011[14] \| 2012[19] \| 2013[20] \| 2014[21] \| 2015[22] \| 2016[23] \| \| ↘8100 \| ↘7900 \| ↘7700 \| ↘7654 \| ↘6959 \| ↗7000 \| ↘6968 \| ↗6976 \| ↗6990 \| ↘6910 \| ↘6834 \| \| 2017[24] \| 2018[25] \| 2019[26] \| 2020[27] \| 2021[1] \| \| \| \| \| \| \| \| ↘6709 \| ↘6607 \| ↘6557 \| ↘6433 \| ↘5508 \| \| \| \| \| \| \| 2500 5000 7500 10 000 12 500 15 000 1856 1931 1989 2000 2006 2011 2016 2021 |         |         |         |         |         |         |         |       |       |         |
| 1678 | 1782    | 1856    | 1882    | 1897    | 1905    | 1913    | 1931    | 1939  | 1959  | 1970    |
| 107 | ↗872    | ↗3700   | ↘2339   | ↗3300   | ↘2785   | ↗3700   | ↗4600   | ↗7300 | ↗9151 | ↗10 556 |
| 1979 | 1989    | 1992    | 1993    | 1996    | 1998    | 2000    | 2001    | 2002  | 2003  | 2005    |
| ↗10 751 | ↘10 296 | ↗10 400 | →10 400 | ↗10 600 | ↘10 500 | ↘10 200 | ↘10 100 | ↘8596 | ↗8600 | ↘8400   |
| 2006 | 2007    | 2008    | 2009    | 2010    | 2011    | 2012    | 2013    | 2014  | 2015  | 2016    |
| ↘8100 | ↘7900   | ↘7700   | ↘7654   | ↘6959   | ↗7000   | ↘6968   | ↗6976   | ↗6990 | ↘6910 | ↘6834   |
| 2017 | 2018    | 2019    | 2020    | 2021    |         |         |         |       |       |         |
| ↘6709 | ↘6607   | ↘6557   | ↘6433   | ↘5508   |         |         |         |       |       |         |

На 1 января 2025 года по численности населения город находился на 1064-м месте из 1124 городов Российской Федерации.

## Культура
Своеобразным туристическим брендом города являются шахматы, так как именно здесь производятся знаменитые орловские шахматы и нарды. Поэтому с 2012 года здесь стал проводиться областной фестиваль «Орловская ладья», кульминацией которого является игра «живыми» фигурами на огромном шахматном поле. На турнир игроков собираются не только любители шахмат, но и игроки в шашки и нарды. В рамках фестиваля — бал шахматных короля и королевы, конкурсы, выставки изделий мастеров народных промыслов, выступление творческих коллективов.